# More Than Meets the Eye (Mims)
More Than Meets the Eye è un mixtape del rapper Mims & DJ Lennox. È stato pubblicato il 29 luglio 2008.

## Lista tracce
| #  | Title                         |      | Featured Guest(s)                 | Producer(s)              |
| -- | ----------------------------- | ---- | --------------------------------- | ------------------------ |
| 1  | "Intro"                       | 0:58 |                                   | DJ Lennox                |
| 2  | "Ballin Is My Hobby"          | 2:52 | Page                              | Blackout Movement        |
| 3  | "Get Used To Me"              | 1:51 | Starrs & Murph (uncreditted)      | Marvelous J              |
| 4  | "We Really Do This"           | 4:47 | Pitbull, Red Cafe & Currency      | DJ Nasty & LVM           |
| 5  | "Gigalo"                      | 5:33 | Bad Seed                          | Blackout Movement        |
| 6  | "King of NY (Freestyle)"      | 1:36 |                                   | Scott Storch             |
| 7  | "Say Cheese"                  | 2:18 | Atiba                             | Mista Raja               |
| 8  | "Sex and Pancakes"            | 3:40 | Samples Jay-Z's "99 Problems"     | DJ BlackOut & Rick Rubin |
| 9  | "Wash Heights Stand Up"       | 2:20 |                                   | Myke Diesel              |
| 10 | "Clap Back (Freestyle)"       | 1:35 |                                   | Scott Storch             |
| 11 | "Big Man Lil Man (Throwback)" | 4:09 |                                   | Lil' Ronnie              |
| 12 | "Fahrenheit 9-11"             | 2:58 |                                   | Deezle                   |
| 13 | "Like This (remix)            | 2:06 | N.O.R.E, Sean Kingston & Red Cafe | Jermaine Dupri           |
| 14 | "Keep Up With Me"             | 3:25 | Bad Seed (uncredited)             | DJ Don Cannon            |
| 15 | "Let Me In                    | 3:07 |                                   | Red Spyda                |
| 16 | "Growin Up"                   | 2:56 |                                   | BC of Necroman           |
| 17 | "Favorite Things"             | 3:52 | Stylah & Deadl                    | Blackout Movement        |
| 18 | "All By Myself"               | 1:28 |                                   | Rah Digga                |
| 19 | "Everybody Knows Me"          | 1:20 |                                   | Sean Blaze               |
| 20 | "You Outta Know"              | 1:27 |                                   | Just Blaze               |
| 21 | "Who Am I"                    | 1:21 |                                   | N.O. Joe                 |
| 22 | "Phone Time"                  | 2:21 | DVS                               |                          |
| 23 | "What It Is"                  | 2:46 |                                   | Midnight Black           |
| 24 | "Don't Say A Word"            | 3:02 |                                   | Irv Gotti                |
| 25 | "Get Em Got Em"               | 3:47 | Willie Joe                        | Blackout Movement        |
| 26 | "Rockstar"                    | 3:33 | System of a Down                  | Rick Rubin               |
| 27 | "Outro"                       | 0:35 |                                   | Eric Hudson              |